# باري هنتر (قسيس)
باري هنتر (بالإنجليزية: Barry Hunter) هو قسيس أسترالي، ولد في 15 أغسطس 1927، وتوفي في 28 يوليو 2015.